# Phaseolus supinus
Phaseolus supinus är en ärtväxtart som beskrevs av Ira Loren Wiggins och Reed Clark Rollins. Phaseolus supinus ingår i släktet bönor, och familjen ärtväxter. Inga underarter finns listade i Catalogue of Life.